# Anthodon panamensis
Anthodon panamensis är en benvedsväxtart som beskrevs av Albert Charles Smith. Anthodon panamensis ingår i släktet Anthodon och familjen Celastraceae. Inga underarter finns listade.